# B原子炉

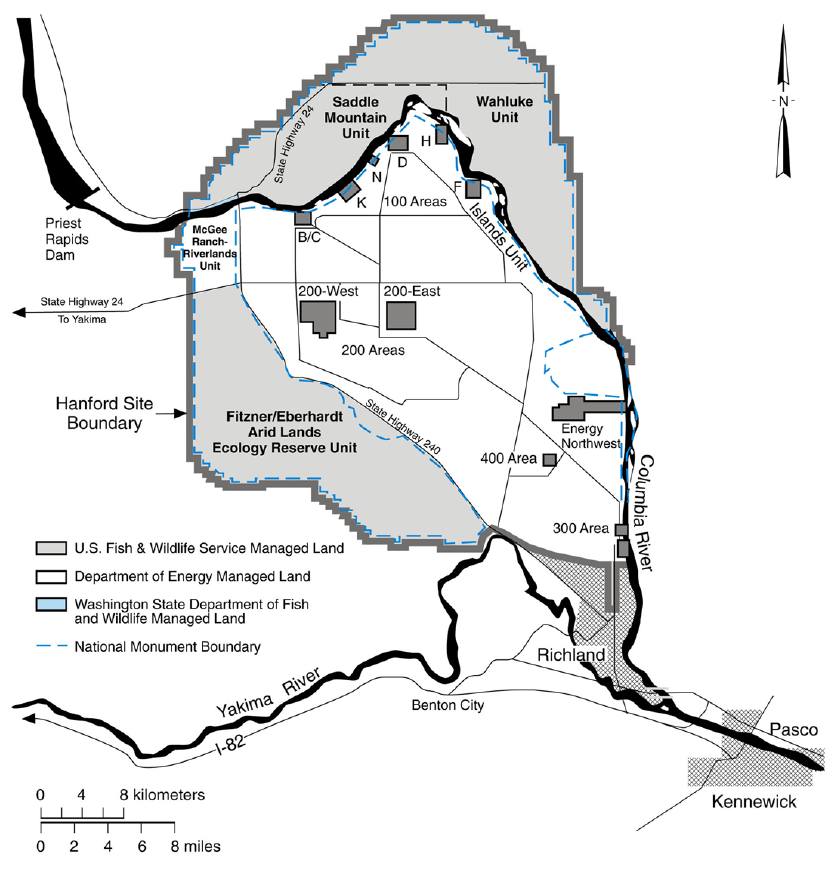
ハンフォード・サイトの地図 B原子炉は地図の左上に示されている。

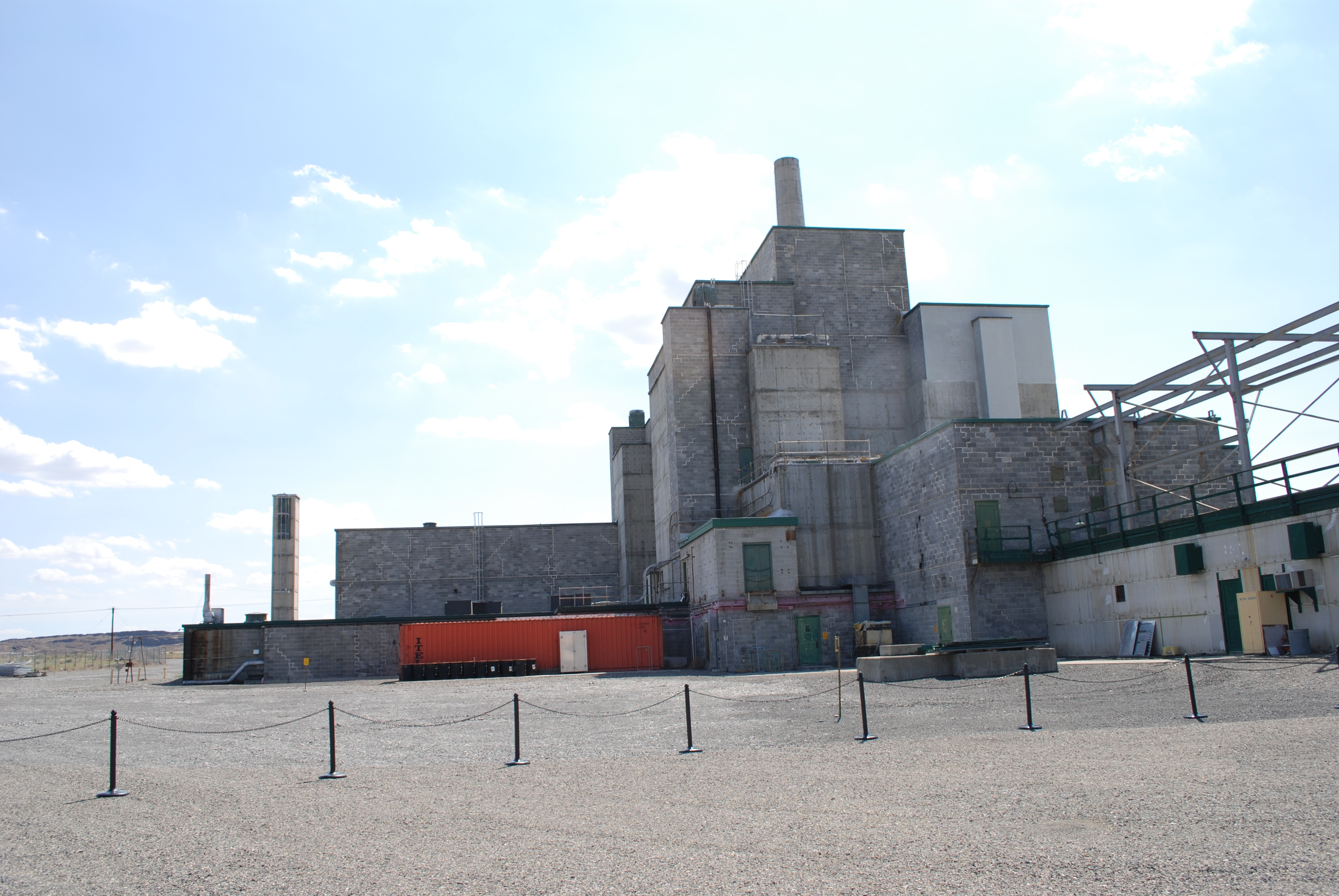
原子炉が収められた建物

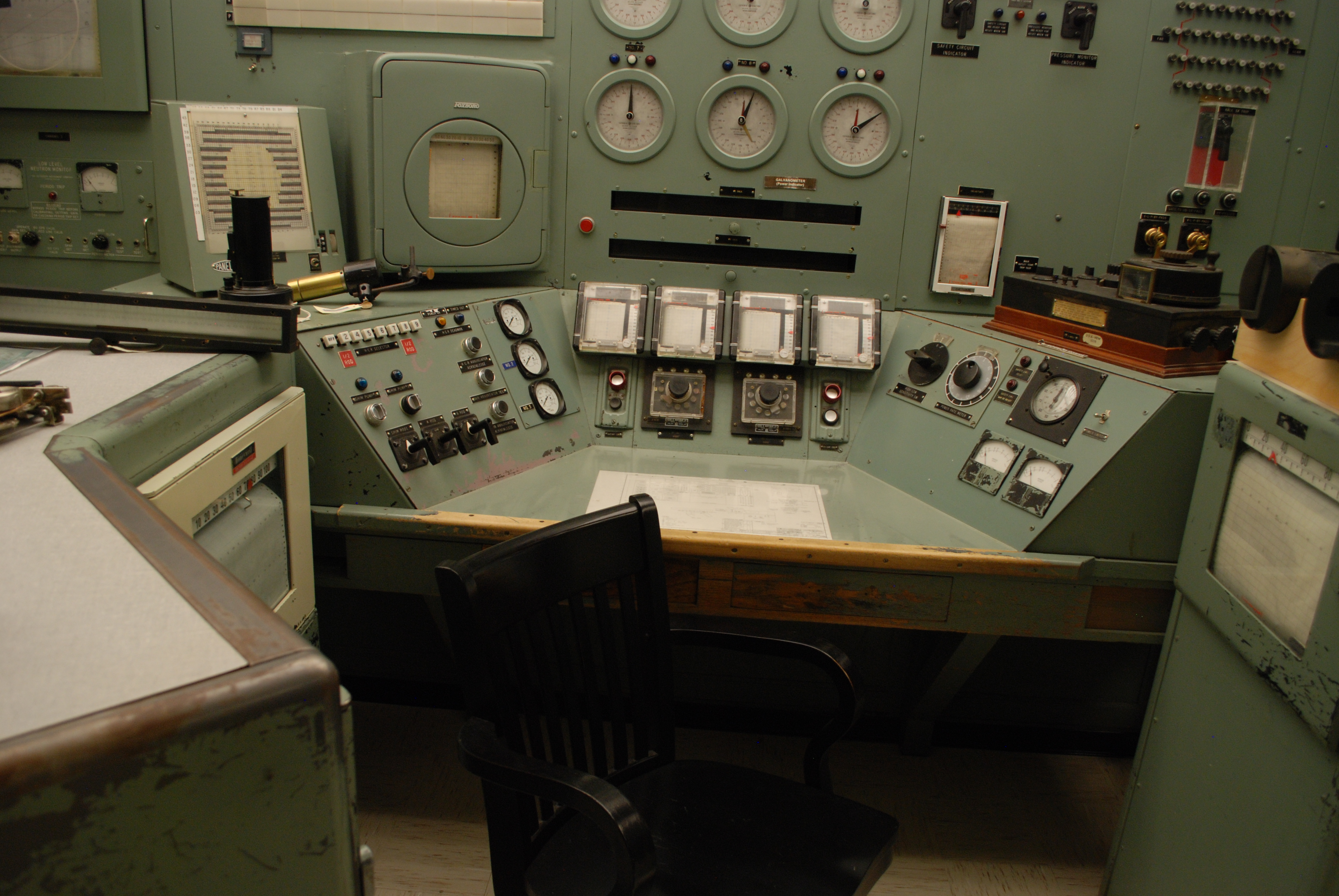
制御室

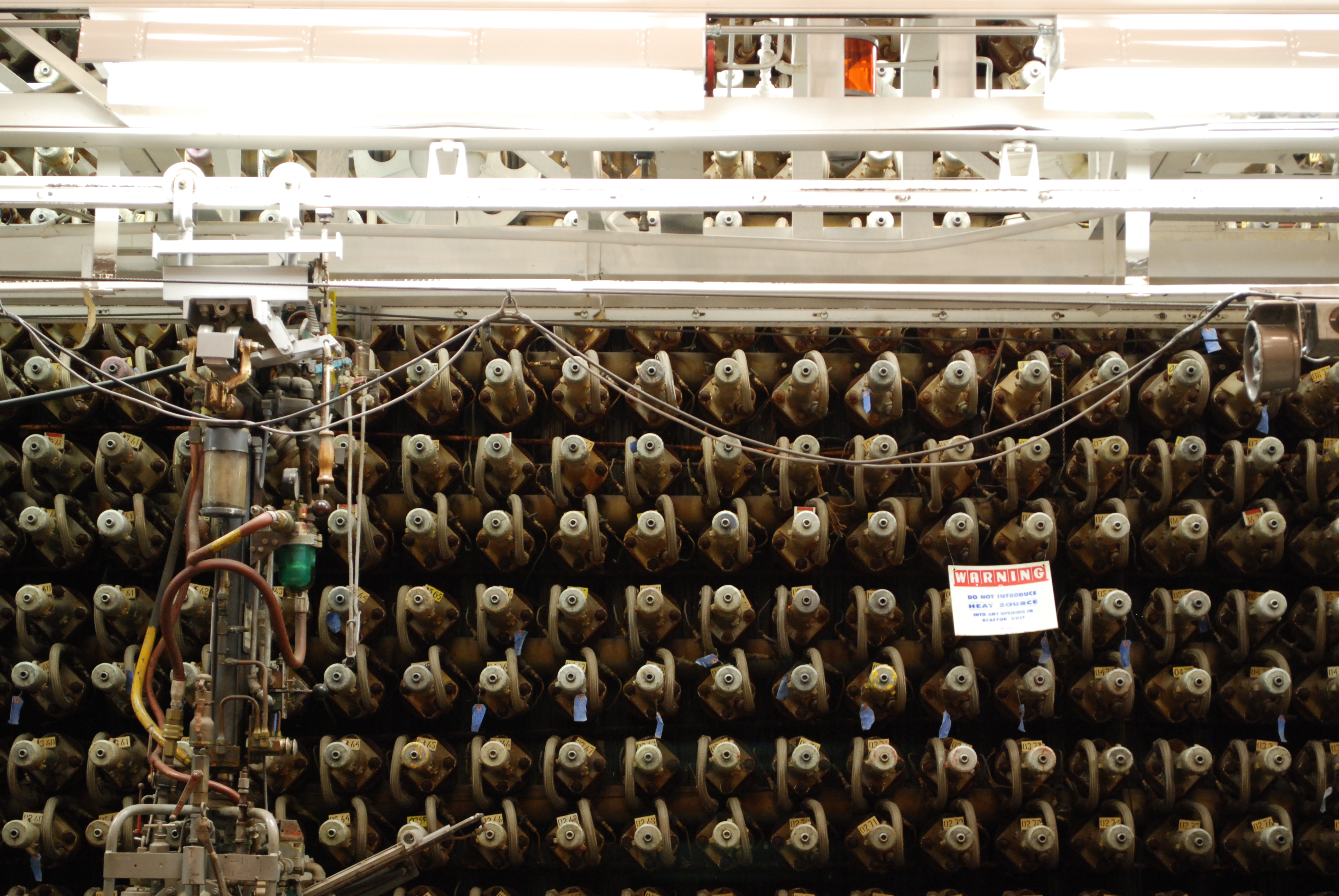
炉の配管と燃料注入作業台

ハンフォードB原子炉は、アメリカ合衆国ワシントン州にある原子炉。マンハッタン計画においてプルトニウムを製造するために設置された。ここで作られたプルトニウムは長崎に投下されたファットマンの製造にも使用された。
2008年8月19日にアメリカ合衆国国定歴史建造物に指定され[3] [4]、2011年7月に国立公園局はB原子炉をマンハッタン計画を記念する国立歴史公園に含めることを推奨しました。[5]訪問者は、事前予約により原子炉のツアーに参加できます。[6]
現在は機能を停止し、歴史的遺物として事前予約制で原子炉や制御盤を見学する事が出来る。

## 概要
全体の構造は黒鉛炉。
1. 前面の多数の各穴にウラン238を材料として注入する。
2. 炉内で注入された燃料を連鎖反応 (核分裂)を起こさせる。
3. 背面の穴から押し出されたプルトニウムを含んだスラグが背面下のプールにボロボロと落ちて蓄積される。
4. そのスラグを集め、別の工場でスラグに含まれたプルトニウムが抽出される。

このB原子炉が立つハンフォード・サイト全体が広島市への原子爆弾投下や長崎市への原子爆弾投下を含む核兵器の歴史を学ぶ国立公園とする計画が進行中で、このB原子炉はその目玉となる予定。当初は2020年の開園を目指していたが、実現には至っていない。